# Embry-Riddle Aeronautical University
Embry-Riddle Aeronautical University est une université américaine spécialisée dans l'aéronautique et l'aérospatial créée en 1926. Elle est divisée en trois campus, situés à Daytona Beach (Floride) et Prescott (Arizona), ainsi qu'un campus Worldwide regroupant plus de 150 emplacements pour 29 000 étudiants. Surnommée la « Harvard du ciel » (the Harvard of the sky), l'université d'Embry-Riddle est la plus grande, la plus ancienne et prestigieuse université au monde spécialisée en aéronautique et en aérospatiale.